# Бурджогли
Бурдж-оґли, бурч-оґли або Бурчевичі (тюрк. burč-oġlu, перс. برج اغلوا brj ’ġlw’ = burč oğlu, перс. برج اغلاbrj ’ġly = burč oğli, лат. borchol)  — половецьке плем'я. Бурдж-оґли були найвищими за статусом серед Лівобережних, а заодно і серед усіх наддніпрянських половців. До племені бурдж-оґли належали такі відомі половецькі хани як Боняк та Белюк. Кочували в Чорному Лісі на ріці Оріль.
Династія Бахрітів, заснована вихідцем з племені бурдж-оґли, Бейбарсом правила Єгиптом і Сирією з 1250 до 1382 рр.
Від бурдж-оґли походять, ймовірно:
- казахський рід Беріш, який належить до Молодшого жузу казахів
- борчалинські азербайджанці в Грузії

## Етимологія
Можливо, від тюркського börü (вовк) або burč (перець) + оґли (сини). Вовк був тотемом цього племені.

## Хани
- Боняк (ймовірно)
- Тааз (ймовірно)
- Аєпа
- Оселук
- Белюк
- Ізай Белюкович
- Гзак Белюкович
- Роман Кзич